# Edvīns Ķeņģis

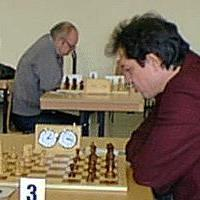
Edvins Kengis, Wattenscheid 2000

Edvīns Ķeņģis, ook geschreven als Edvins Kengis (Cēsis, 12 april 1959) is een Letse schaker. Hij is, sinds 1991, een grootmeester. Acht keer was hij kampioen van Letland. In september 2014 was zijn Elo-rating 2545 waarmee hij de vierde plaats bezette op de nationale ranglijst. 
In 1982 werd hij  Internationaal Meester (IM), in 1991 werd hij grootmeester.
De FIDE bestempelt hem als inactief, omdat hij sinds een toernooi  in Sharjah in december 2009 geen aan een rating bijdragende partij meer gespeeld had. Zijn hoogste Elo-rating was 2594 in juli 2002.

## Resultaten
In 1989 won Ķeņģis het Open Boston toernooi; een jaar later werd hij gedeeld tweede bij het   Lloyds Bank Open. In 2001 won hij het Open Estische kampioenschap in Pühajärve, en werd gedeeld derde in Kilingi-Nõmme. In 2002 won hij het schaakfestival   Bad Wörishofen. In 2003 volgde een overwinning bij het Gouden Cleopatra toernooi in Egypte en een jaar later won hij het I Jyri Vetemaa Memorial Toernooi  in Pärnu.
Ķeņģis werd acht keer kampioen van  Letland  (1984, 1987, 1988, 1989, 1990, 1997, 2004 en 2005); in 2005 behaalde hij  daarbij 8 pt. uit 12 partijen. In 1985 won hij het  Baltische kampioenschap in Pärnu en in 1986 eindigde hij op een gedeelde eerste plaats met Alexander Shabalov en Alexander Malevinsky in Haapsalu. 
Hij eindigde  in 2009  gedeeld 2e met Vadim Malakhatko bij het 8e  Al Saleh International Open toernooi in Jemen.

## Nationale teams
Ķeņģis vertegenwoordigde Letland zes keer in Schaakolympiades (1992–98 en 2002–04), één keer in het 3e Wereldkampioenschap schaken voor landenteams in 1993 (Lucerne) en twee keer in het Europees schaakkampioenschap voor landenteams in 1997 (Pula) en 2001 (Leon).

## Schaakverenigingen
In de Duitse bondscompetitie speelde Kengis  van 1999 tot 2002 bij de Godesberger SK en van 2002 tot 2007 bij de SG Porz, waarmee hij in seizoen 2003/04 kampioen van Duitsland werd.  In de Belgische clubcompetitie speelde hij in seizoen 2005/06 voor Cercle des Echecs de Charleroi, in de Poolse clubcompetitie in 1999 voor KKSz Gant-Hetman Wrocław.

## Memorabele partijen
- Edvins Kengis vs. Garry Kasparov, Vilnius LTU 1973, Sicilian Defense: Sozin Attack, Leonhardt Variation (B88), ½–½
- Larry Christiansen vs. Edvins Kengis, Manila 1992, Alekhine Defense: Modern, Larsen Variation (B04), 0–1
- Edvins Kengis vs. Francisco Vallejo-Pons, Bled Olympiad 2002, Wade Defense: General (A41), 1–0